# Madonna col Bambino in gloria e i santi Caterina d'Alessandria e Girolamo
Madonna con il Bambino in gloria e i santi Caterina d'Alessandria e Gerolamo è un dipinto di Giovan Battista Moroni del 1576. Realizzato a olio su tela per la chiesa di Sant'Alessandro di Bergamo, nella cappella a santi dedicata, riporta la scritta «M.D.LXXVI IO:BAP'MORONUS.P.».

## Storia
La tela venne commissionata al Moroni nel 1575 da Marcantonio da Ciserano e Giuseppe della Pianca de' Rota, ed ebbe una importanza notevole per l'artista, fu infatti la prima opera sacra commissionategli in Bergamo dopo il decennale esilio nella sua città natale causa la diatriba Albani e Brembati che lo vide coinvolto e allontanato dalla città. Contemporaneamente il pittore dipingeva la pala Madonna in gloria con le sue sante Barbara e Caterina d'Alessandria per la chiesa di Santa Barbara ad Albino.
Il pittore poté far ritorno a Bergamo grazie ai contatti che aveva con alcuni personaggi che avevano ricevuto l'incarico di riorganizzare la cattedrale e che non potevano non coinvolgerlo dopo che dalla valle giungevano notizie sull'alta qualità dei suoi lavori.

Per questo motivo il Moroni eseguirà una pala d'altare che rispettasse le regole canoniche e regolari, riprendendo i dipinti del Moretto suo maestro del 1530.
La visita pastorale di san Carlo del 1575 testimonia la presenza di una tela nella cappella dei santi Caterina e Gerolamo di scarso valore tanto da essere considerata indecens, viene quindi riportato che era stata commissionata una nuova tela che sarebbe stata pagata con le elemosine raccolte durante le funzioni e da un contributo di otto lire dai titolari della cappella Marcantonio da Ciserano e Giuseppe Rota della Pianca.

## Descrizione
Il dipinto è collocato sull'altare in marmo rosso di Ardesio realizzato nel 1756 opera di Bartolomeo Manni su progetto di Filippo Alessandri. Si presenta su tre livelli, a confermare una struttura gerarchica severa che doveva rispondere ai requisiti imposti dalla Controriforma, il pittore, nella purezza espositiva, voleva esprimere una trasparenza e severità della sua fede. Due santi, Caterina d'Alessandria e Gerolamo, sono posti ai piedi del quadro in posizione genuflessa, entrambi i soggetti erano stati già oggetto artistico da parte del Moroni, non solo, ma seguivano entrambi alcuni lavori del Moretto, suo maestro, eseguiti negli anni '30 e che bene conosceva avendone fatto anche alcuni schizzi.
Centrale a loro, la scritta che ne indica la data e l'autore, mentre sopra un cornicione sembra dividere questa parte terrena, da quella sacra dove, sopra un paesaggio quasi surreale si trova, come fosse un'apparizione, la Madonna con il Bambino, sorretta su di una nuvola da angeli nell'oro del cielo.
Una pittura estrema, dove ogni cosa non deve portare a considerazioni differenti da quelle che rappresenta. Ma poi serve cogliere l'abbondanza del drappo bianco che ricopre san Gerolamo, il rosso del cappello cardinalizio posto sul davanzale di una immaginaria finestre, e la ricchezza della veste rossa della Vergine nella nuvola dorata. Una pittura matura, questo voleva rappresentare il Moroni in questo suo atteso ritorno a Bergamo. la fluorescenza della mantella posta su santa Caterina, era già stata presentata dal Moroni, ma in questa sua opera si coglie una maggior sicurezza con una stesura rapida.